# Imperio gupta
El Imperio Gupta fue uno de los mayores imperios políticos y militares de la historia de la India. Fue gobernado por la dinastía Gupta entre 320 y 550 d. C. y ocupó la mayor parte de la India septentrional y de los actuales Pakistán oriental y Bangladés. Bajo este imperio se dio un período de paz y prosperidad que favoreció el desarrollo de la cultura india desde el punto de vista artístico, literario y científico.
Los reyes Gupta establecieron un eficaz sistema administrativo y un fuerte poder central, permitiendo la autonomía local en períodos de paz. La sociedad era ordenada según las creencias del hinduismo con una rígida división en castas.
En esta etapa el hinduismo adquiere sus principales características: las principales divinidades, las prácticas religiosas y la importancia de los templos.
Durante este período, fueron tan grandes el comercio y los intercambios con el exterior que la mitología y arquitectura hinduista y budista se expandieron por Borneo, Camboya, Indonesia y Tailandia.

## Historia

### Origen
La patria de los Gupta es incierta. Según una teoría, se originaron en la actual región del bajo-doab de Uttar Pradesh, donde se han descubierto la mayoría de las inscripciones y depósitos de monedas de los primeros reyes de Gupta. Esta teoría también es apoyada por los Purana, como argumentan los proponentes, que mencionan el territorio de los primeros reyes Gupta como áreas de Prayaga, Saketa y Magadha en la cuenca del Ganges.
Otra teoría prominente ubica la tierra natal de Gupta en la actual región de Bengala, basada en el relato del monje budista chino del siglo VII Yijing. Según Yijing, el rey Che-li-ki-to (identificado con el fundador de la dinastía Sri Gupta) construyó un templo para los peregrinos chinos cerca de Mi-li-kia-si-kia-po-no (aparentemente una transcripción de Mriga-shikha-vana). Yijing afirma que este templo estaba ubicado a más de 40 ioyana al este de Nalanda, lo que significaría que estaba situado en algún lugar de la moderna región de Bengala. Otra propuesta es que el antiguo reino de Gupta se extendió desde Prayaga en el oeste hasta el norte de Bengala en el este.
Los registros de Gupta no mencionan el varna (clase social) de la dinastía. Algunos historiadores, como A.S. Altekar, han teorizado que eran de origen vaisia, ya que ciertos textos indios antiguos prescriben el nombre "Gupta" para los miembros del vaisia varna. Según el historiador R. S. Sharma, los vaisia, que tradicionalmente estaban asociados con el comercio, pueden haberse convertido en gobernantes después de resistirse a los impuestos opresivos de los gobernantes anteriores. Los críticos de la teoría del origen vaisia señalan que el sufijo Gupta aparece en los nombres de varios no vaisia antes y durante el período Gupta, y el nombre dinástico "Gupta" puede haber derivado simplemente del nombre de Prabhavatigupta; algunos estudiosos creen que el nombre de su gotra (clan) paterno era "Dharana", pero una lectura alternativa de estas inscripciones sugiere que Dharana era la gotra de su madre Kuberanaga.

### Sri Gupta y Gatotkacha
El momento más probable del reinado de Sri Gupta es c. 240-280 d. C. Historiadores modernos, como K. P. Jayaswal, creen que él y su hijo eran posiblemente feudatarios de los Kushan. Su hijo y sucesor Gatotkacha gobernó probablemente en c. 280-319 d. C. En contraste con su sucesor, Chandragupta I, a quien se menciona como Maharajadhiraja, él y su hijo Gatotkacha figuran en inscripciones como maharajá. A principios del siglo V, los Gupta establecieron y gobernaron unos pequeños reinos hindúes en Magadha y alrededor de lo que hoy en día es Bihar.

### Chandragupta I
Gatotkacha (reinó c. 280-319 d. C.) tuvo un hijo llamado Chandragupta (reinó c. 320-335 d. C.), que no debe confundirse con Chandragupta Maurya (322-298 a. C.), fundador del Imperio Maurya. En un gran acuerdo, Chandragupta estaba casado con Kumaradevi, una princesa Licchavi, el pueblo más poderoso de Magadha. Con una dote del reino de Magadha (con capital en Pataliputra) y una alianza con los Licchavi de Nepal, Chandragupta se dedicó a expandir su poder, conquistando gran parte de Magadha, Prayaga y Saketa. Fundó un reino que se extendía desde el río Ganges hasta Prayaga (actual Prayagraj); hacia 321 d. C. Asumió el título imperial de Maharajadhiraja y amplió su imperio a través de alianzas matrimoniales.

### Samudragupta

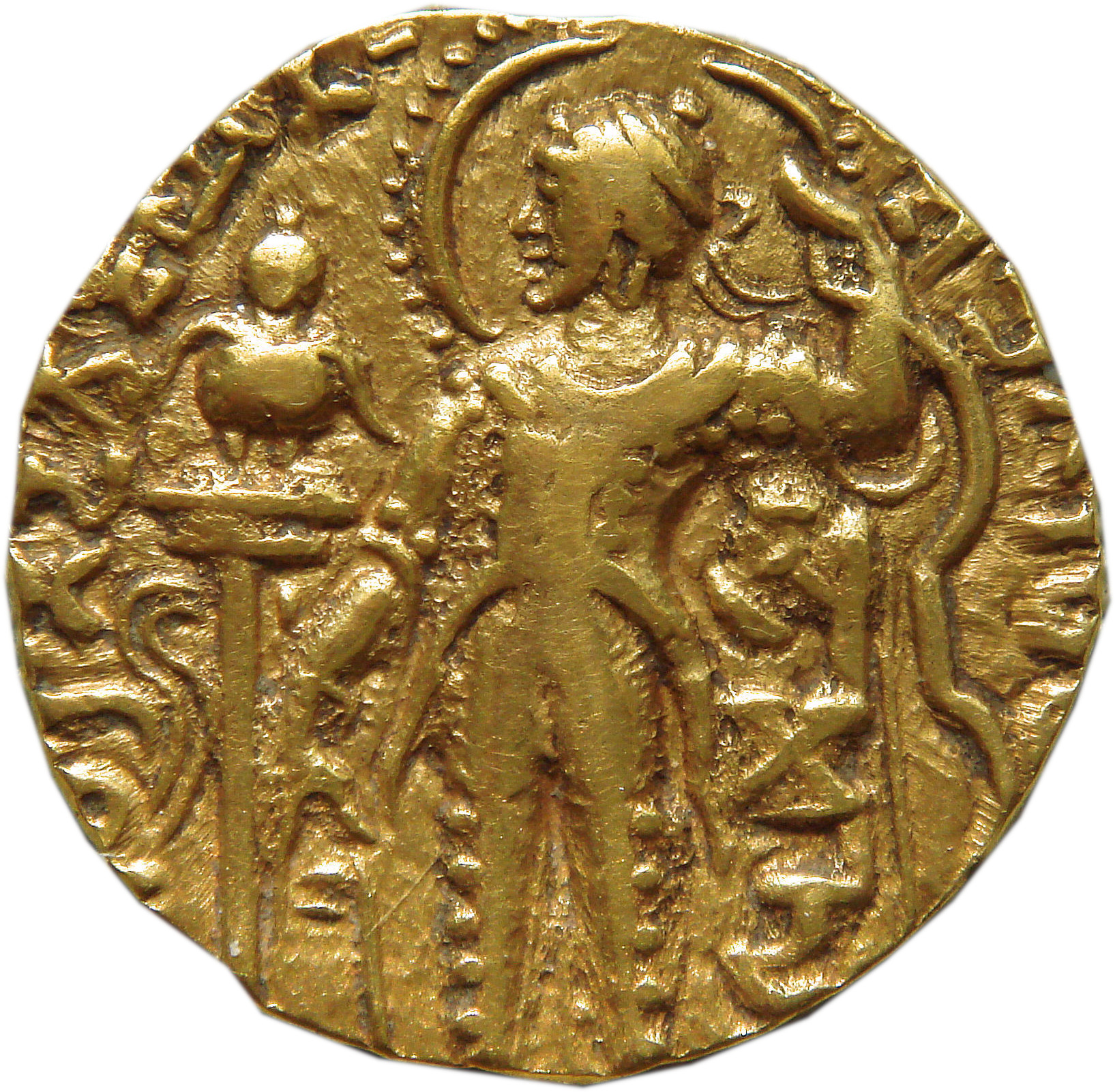
Moneda de Samudragupta. Museo Británico

Samudragupta, Parakramanka sucedió a su padre en 335 y gobernó durante unos cuarenta años. Tomó los reinos de Ajichatra y Padmavati al principio de su reinado. Luego atacó a los Malwa, Yaudheya, Arjunayana, Mathura y Abhira, todas tribus del área. A su muerte había incorporado más de treinta reinos y su gobierno se extendía desde el Himalaya hasta el río Narmada, y desde el Brahmaputra hasta el Yamuna.
Samudragupta no fue solo un talento militar, sino un gran mecenas del arte y la literatura, así como poeta y músico. Firme hinduista, permitió el culto de otras religiones, autorizando la construcción del monasterio budista de Xuanzang en Sri Lanka.

### Chandragupta II
De acuerdo con los registros de los Gupta, Samudragupta eligió al príncipe Chandragupta II, de entre sus hijos, como su sucesor. Este gobernó entre 375 y 415. Su hija, Prabhavatigupta, se casó con Rudrasena II, gobernante Vakataka del Deccan. Su hijo Kumaragupta I se casó con una princesa Kadamba de la región de Karnataka. Chandragupta II expandió sus dominios al oeste, derrotando a los Saka, Sátrapas occidentales de Malwa, Guyarat y Saurastra en una campaña que duró hasta 409.

### Kumaragupta I

Imperio gupta en 450 d. C.

Chandragupta II fue sucedido por su segundo hijo, Kumaragupta I, quien asumió el título de Mahendraditya. Gobernó hasta 455.

### Skandagupta
Skandagupta, hijo y sucesor de Kumaragupta I, se considera generalmente el último de los grandes gobernantes Gupta. Asumió los títulos de Vikramaditya y Kramaditya. Derrotó a la amenaza de Pushyamitra, pero luego tuvo que enfrentarse con la invasión de los Heftalitas, también llamados Hunos blancos, provenientes del noroeste. Repelió el ataque en c. 455, pero los gastos de la guerra llevaron al agotamiento de los recursos del Imperio y contribuyeron a su decadencia.

## Declive del imperio
Después de la muerte de Skandagupta, el imperio decayó claramente. El trono pasó luego a Purugupta (467-473), Kumaragupta II (473-476), Budhagupta (476-495), Narasimhagupta (495-?), Kumaragupta III (530-540), Vishnugupta (540-550) y dos reyes menos conocidos, llamados Vainyagupta y Bhanugupta. En los años 480 los heftalitas desbarataron las defensas de los Gupta en el noroeste, y hacia 500 invadieron gran parte del imperio, que se desintegró por los ataques de Toramana y de su sucesor Mihirakula. Por las inscripciones, parece que el imperio, aunque disminuido, aún resistió a los hunos, ya que Bhanugupta venció a Toramana en 510. El emperador gupta Narasimhagupta y el rey Yashodharman de Malwa se coligaron para desviar a los hunos hacia el sur de la India en 528. La sucesión del siglo VI no está clara, pero parece que el último rey fue Vishnugupta.

## El Estado
En el Imperio Gupta, aunque todo descansaba sobre el emperador, el elemento principal del Estado, este no podía gobernar sin al apoyo de los ministros ni de la asamblea que gobernaba el país y los funcionarios con voz consultiva. La asamblea era una de las fuerzas vitales del Estado Gupta: elegía al rey, le juzgaba en caso de negligencia y le ayudaba con sus opiniones en materia jurídica y administrativa. Su composición era poco estable, estando formado por príncipes, jefes militares, sacerdotes, representantes corporativos y hasta jefes de las clases inferiores.
La parte esencial de las cargas políticas recaía sobre el consejo de ministros, formado por 3 hasta 37 miembros. El Consejo celebraba sesiones en secreto y a veces imponía su punto de vista. Sus deberes eran regular lo concerniente a la pompa real: coronación, desplazamientos, honras fúnebres del soberano, así como mantener el orden para evitar la anarquía. Dentro de los asuntos externos se encargaban de las relaciones diplomáticas, firmar tratados y registrar la información sobre los tributos recibidos del extranjero.
Debajo de los ministros se encontraban los recaudadores de impuestos y los funcionarios reales, quienes tenían a su cargo la vigilancia de las diversas ramas de la economía. Otros funcionarios eran los embajadores, los gobernadores provinciales, los funcionarios militares y los conservadores de archivos.
En lo más bajo de la burocracia estatal figuraban los trovadores y heraldos, los escribas, los portadores de insignias reales, los guardias del tesoro y del harén, los espías, los conductores de carros y elefantes, los centinelas, los criados y los guardias.

## Ejército

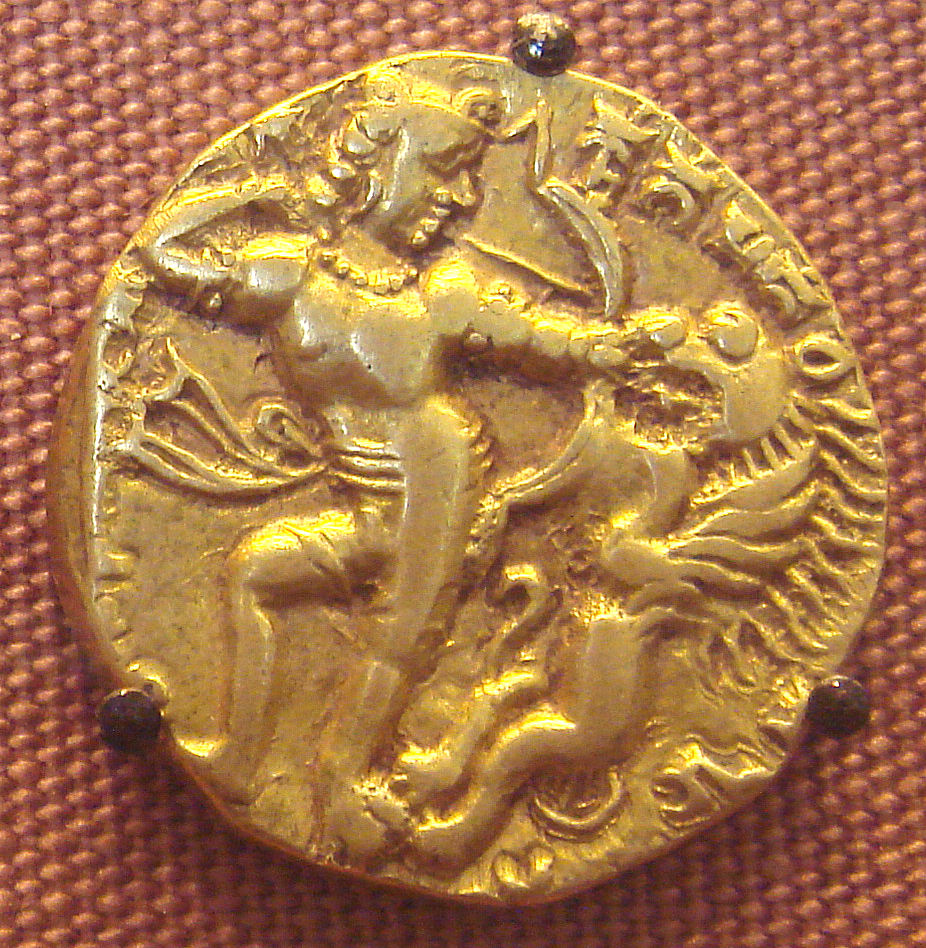
Moneda de oro de la era Gupta con un rey Gupta sosteniendo un arco

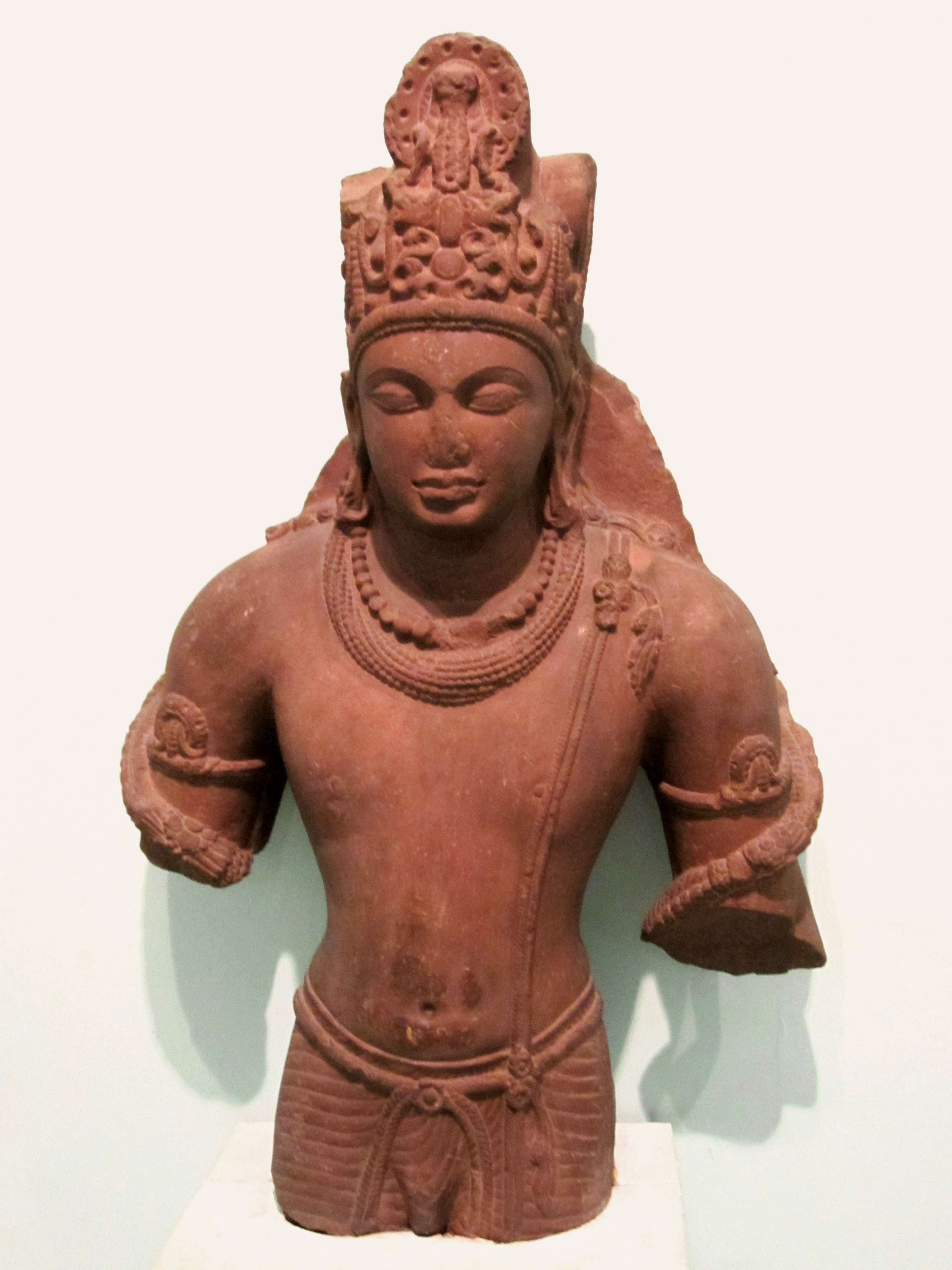
Escultura de Vishnu, siglo V

El Imperio Gupta no podría haber triunfado sin una buena organización militar. Las fuentes principales de información en este campo son chinas y de observadores occidentales, aunque hay un documento indio contemporáneo considerado clásico, el Siva-Dhanur-veda, que ofrece una visión interna del sistema militar de los Guptas.
Los Gupta parecen haber basado su ejército en los arqueros de infantería, equipados con un gran arco de metal o de bambú y flechas de bambú con punta metálica. A diferencia del arco compuesto usado por sus enemigos asiáticos, el arco de este diseño sería menos propenso a la deformación en las condiciones de humedad prevalecientes en la región. El arco indio fue un arma poderosa, capaz de un gran poder de penetración y efectiva contra los arqueros a caballo invasores. Se usaron ejes de hierro contra los elefantes acorazados, y flechas de fuego como parte del arsenal de los arqueros. Los nobles utilizaban arcos de acero, menos corrientes que los de bambú, de gran alcance y poder de penetración. Los arqueros estaban protegidos por la infantería, equipada con escudos, jabalinas y espadas largas. También conocían las catapultas y otras máquinas de asedio sofisticadas.
Sus triunfos militares se debieron probablemente al uso combinado de elefantes, caballería acorazada y arqueros a pie. Asimismo contaban con una marina de guerra que controlaba las aguas regionales.
El colapso del Imperio Gupta ante los hunos no fue debido a defectos inherentes al ejército, sino a problemas internos, como estaba ocurriendo también en la Europa occidental y en China.
Durante el reinado de Chandragupta II, el ejército estaba formado por 500 000 infantes, 50 000 caballeros, 20 000 carros y 10 000 elefantes, más una armada de unos 1 200 barcos. Chandragupta II dominaba la totalidad del subcontinente indio; el Imperio Gupta fue el más poderoso del mundo durante su reinado, mientras que el Imperio romano estaba en declive.

### Innovaciones
En contraste con el Imperio Maurya, los Gupta introdujeron varias innovaciones militares en la guerra india. La principal de ellas fue el uso de máquinas de asedio, arqueros de caballería pesada y caballería con espada pesada. La caballería pesada formó el núcleo del ejército de Gupta y fue apoyada por los elementos tradicionales del ejército indio de elefantes e infantería ligera.
La utilización de arqueros a caballo en el período Gupta se evidencia en la acuñación de Chandragupta II, Kumaragupta I y Prakasaditya (postulado como Purugupta) que describe a los emperadores como arqueros a caballo.
Hay una escasez de fuentes contemporáneas que detallen las operaciones tácticas del Ejército Imperial Gupta. La mejor información existente proviene del sánscrito mahakavya (poema épico) Raghuvaṃśa redactado por el escritor y dramaturgo, en sánscrito clásico, Kalidasa. Muchos eruditos modernos plantean la opinión de que Kalidasa vivió desde el reinado de Chandragupta II hasta el reinado de Skandagupta y que las campañas de Raghu, su protagonista en Raghuvaṃśa, reflejan las de Chandragupta II. En el Canto IV del Raghuvaṃśa, Kalidasa relata cómo las fuerzas del rey chocan contra las poderosas fuerzas, centradas en la caballería, de los persas y más tarde de los yavanas (probablemente hunos) en el noroeste. Aquí hace especial mención al uso de los arqueros a caballo en el ejército de los reyes y que los caballos necesitaban mucho descanso después de las reñidas batallas. Las cinco armas del ejército de Gupta incluían infantería, caballería, carros, elefantes y barcos. La inscripción en placa de cobre de Gunaighar de Vainyagupta menciona barcos pero no carros. Los barcos se habían convertido en parte integral del ejército indio en el siglo VI d. C.

## Cultura

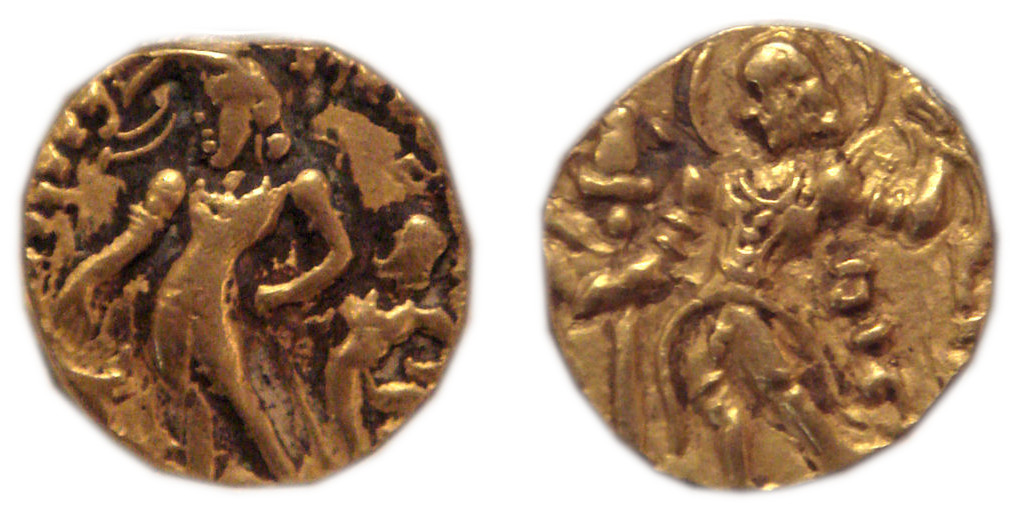
Dos monedas de oro de Chandragupta II.

Se tienen indicios de la presencia de una especie de renacimiento económico y luego cultural hindú poco antes del surgimiento del Imperio Gupta, aunque con los Guptas tal renacimiento logró su Edad Dorada.

### Astronomía y matemáticas
Los estudiosos de este periodo destacan a Varaja Mijira y Aryabhata, dos astrónomos y matemáticos muy importantes. La numeración india es el primer sistema de numeración con notación posicional de base diez. Se cree que Aryabhata fue el primer matemático en usar el concepto del cero.
Los astrónomos de este periodo postularon la teoría heliocéntrica y estudiaron los eclipses, tanto el solar como el lunar, explicándolos como sombras proyectadas sobre la Tierra.

### Medicina
El famoso Susruta es un texto sánscrito con los principales conceptos de la medicina ayurvédica y capítulos innovadores sobre cirugía. Los médicos inventaron varios instrumentos médicos que permitieron ampliar el número de operaciones.
El antiguo texto gupta del Kama Sutra está considerado por muchos como la obra de referencia sobre el comportamiento sexual en la literatura sánscrita.

### Ajedrez

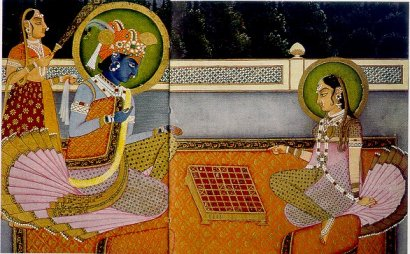
Krishna y Radha jugando al chaturanga.

Se cree que el juego de ajedrez se originó durante este periodo. La forma primitiva del siglo VI era conocida como chaturanga, traducida como "cuatro divisiones militares" – infantería, caballería, elefantes y carros – representadas por piezas que evolucionaron a las modernas peón, caballo, torre y alfil, respectivamente.

### Arte
El poeta y dramaturgo Kalidasa, de la época de Chandragupta II, escribió las famosas obras Raghú Vamsha o (‘estirpe de Raghú’), en honor de Rāma, y la Nube mensajera. También hizo una adaptación sobre el personaje del Majabhárata, Shakuntala.
En medio de un arte caracterizado por una sutileza equilibrada y risueña, como se aprecia en la escultura del Buda de Sarnath y en otros muchos relieves, la mayoría de los santuarios que se construyeron son hinduistas, puesto que el hinduismo adquiere preponderancia en la era Gupta al ser hinduistas los soberanos, si bien estos supieron aceptar el ejercicio de otros cultos, entre ellos el budismo, a tal punto que el monje chino Fa Xian visitó los territorios Guptas para profundizar sus conocimientos.
Los dos grandes centros de la escultura fueron Mathura y Gandhara, ésta, centro del arte greco-budista. Ambos exportaron sus producciones a otras partes del norte de la India. A diferencia del precedente Imperio kushán, no hay representaciones de monarcas, ni siquiera en las monedas guptas, con excepción de algunas monedas de los Sátrapas occidentales.
Los más famosos monumentos de estilo gupta que han sobrevivido, las cuevas de Ajantā, Elefanta y Ellora (budista, hindú y mixta, respectivamente), provienen de hecho de dinastías posteriores, pero reflejan la monumentalidad y el equilibrio del estilo gupta. Ajantá contiene las más importantes pinturas del periodo, con un estilo maduro que probablemente tuvo un largo desarrollo, ante todo en los palacios.

## Religión
En el aspecto religioso las ideas hinduistas corresponden en gran medida a este período, quizás es en el tiempo de los Gupta, merced al influjo budista, que el hinduismo llegó a tolerar las opiniones más diversas, e incluso antagónicas, dentro de su sistema de creencias.
Los elementos inherentes al hinduismo, que lo distinguen de otras creencias, son el régimen de castas (varna) como orden social y determinados ritos a los que, según su clase, están ligados inseparablemente todos los miembros de cada casta.
Según las creencias hinduistas, el cosmos es eterno de por sí, pero se halla en un estado de evolución permanente, a la vez que todos los seres animados, desde las deidades hasta una simple hierba, tienen un alma (ātmā) inmortal revestida con la materia corporal.
En la cúspide de su panteón están los tres dioses supremos —Brahmā, Vishnú y Shivá—, que se agrupan en una tríada (Trimurti, amén de adorarse también a numerosas deidades, semidioses, divinidades locales, seres demoniacos, así como a diversas fuerzas sobrenaturales que se manifiestan en la naturaleza (ríos, animales, piedras, montañas, plantas, etc.).
Tras el retroceso del budismo y la restauración del hinduismo, la sociedad Gupta se mantenía aún dividida por el antiquísimo sistema de cuatro yati o varna (castas):
- bráhmanas: autoridades religiosas (casta sacerdotal)
- chatrías, autoridades civiles y militares
- vaishias: terratenientes, ganaderos, agricultores y mercaderes
- shudrás: casta inferior, a la que pertenecían los esclavos (aunque se podían matar, no se podían vender ni ocupar en trabajos «impuros», destinados a los chandalas) y campesinos.

Fuera del sistema de las varna estarían los «intocables» o "paria" ("chandalas" o "arhijans"), cazadores, barrenderos e incineradores de cadáveres.
La prosperidad de las ciudades acaecida durante el período Gupta permitió que los artesanos se agruparan en corporaciones según el oficio, cuyos individuos más opulentos formaron una especie de burguesía.

#### Evolución
Los Gupta eran tradicionalmente una dinastía hindú. Eran hindúes ortodoxos, pero no imponían sus creencias al resto de la población, ya que el budismo y el jainismo también eran aceptados y, en ocasiones, incluso apoyados. Sanchi siguió siendo un importante centro del budismo. Se dice que Kumaragupta I (c. 414–c. 455 d. C) fundó Nalanda. Los estudios genéticos modernos indican que fue durante el período Gupta cuando los grupos de castas del sur de Asia dejaron de casarse entre sí.
Sin embargo, algunos gobernantes posteriores parecen haber promovido especialmente el budismo. Narasimhagupta (c. 495–?), según el escritor contemporáneo Paramartha, se crio bajo la influencia del filósofo mahayanista Vasubandhu. Construyó un sangharama (templo) en Nalanda y también un vihara de 91 m de altura con una estatua de Buda dentro de la cual, según Xuanzang, se parecía al "gran Vihara construido bajo el árbol Bodhi". Según el Manjushrimulakalpa, el rey Narasimhsagupta se convirtió en monje budista y dejó el mundo a través de la meditación (Dhyana). El monje chino Xuanzang también señaló que el hijo de Narasimhagupta Baladitya, Vajra, quien también encargó un sangharama, "poseía un corazón firme en la fe".